# یواس‌اس الاموگردو (ای‌آردی‌ام-۲)
یواس‌اس الاموگردو (ای‌آردی‌ام-۲) (به انگلیسی: USS Alamogordo (ARDM-2)) یک کشتی است که طول آن ۴۹۱ فوت ۸ اینچ (۱۴۹٫۸۶ متر) می‌باشد. این کشتی در سال ۱۹۴۴ ساخته شد.